# Мери (Италия)
Мери (итал. Merì) — коммуна в Италии, располагается в регионе Сицилия, в провинции Мессина.
Население составляет 2186 человек (2008 г.), плотность населения составляет 2186 чел./км². Занимает площадь 1 км². Почтовый индекс — 98040. Телефонный код — 090.
В коммуне 25 марта особо празднуется Благовещение Пресвятой Богородицы.

## Демография
Динамика населения:

## Администрация коммуны
- Официальный сайт: http://www.comune.meri.me.it/